# Gentiana vernayi
Gentiana vernayi  (лат.) — травянистое растение семейства Горечавковые (Gentianaceae) родом из Бутана.
Распространен в Тибете, Непале, Бутане и Китае на высотах 4200 — 5200 метров.

## Описание
Однолетнее растение 3—5 см высотой с фиолетовыми ползучими стеблями. Листья округлые, 3—5 мм в диаметре, сидячие или почти сидячие.
Цветки синие одиночные 5-членные со спайнолепестным венчиком, располагаются на концах стеблей. Трубка чашечки с пурпурными жилками, 5—10 мм. Цветет с июля по сентябрь.